# José Díaz-Ambrona Moreno
José Díaz-Ambrona Moreno (Cheles, Badajoz, 1903 - Badajoz, 1979) fue un político, abogado y poeta español.

## Biografía
Doctor en Derecho. 
Perteneciente al Partido Agrario y al Partido Republicano Conservador, se presentó a las elecciones generales de España de 1933 en la Coalición Antimarxista, formada por el Partido Republicano Radical de Alejandro Lerroux, la Confederación Española de Derechas Autónomas de José María Gil-Robles y el PRC de Miguel Maura.  Fue elegido diputado en Cortes, ejerciendo como tal entre el 6 de diciembre de 1933 y el 7 de enero de 1936, por la circunscripción de Badajoz, junto a Diego Hidalgo, Rafael Salazar y Luis Bardají del PRR, Manuel Giménez de la CEDA y Margarita Nelken del Partido Socialista Obrero Español.
Cultivó la prosa y la poesía en Lo eterno (1930), teniendo relación con la generación del 27 y Federico García Lorca. Fue articulista del periódico Hoy.

## Obras
- Lo eterno (1930).